# Романенко Дмитро Іванович
Дмитро Іванович Романенко (нар. 1 травня 1980, Чернігів, УРСР) — український футболіст, захисник та півзахисник.

## Життєпис
Футбольну кар'єру розпочав у рідному клубі «Десна» (Чернігів). Виступав також у фарм-клубі чернігівців, Славутичі-ЧАЕС. На початку 1999 року прийняв запрошення київського «Динамо», проте виступав лише в другій та третій команді динамівців. Пізніше перейшов до ужгородського «Закарпаття», а потім і до «Нафтовика-Укрнафти». У 2004 році повернувся до чернігівської «Десни». Взимку 2005 року став гравцем алчевської «Сталі», яка грала у Вищій лізі. Потім перейшов до МФК «Миколаєва». 2008 рік розпочав у складі аматорського клубу «Десна-2». Потім зіграв 1 поєдинок у футболці друголігового київського «Арсенала». Після цього виступав на аматорському рівні за «Полісся» (Добрянка), «Будівел-Енергію» (Ріпки), «Авангард» (Корюківка) та «Агродім» (Бахмач).

## Досягнення
- Перша ліга чемпіонату України
  -  Срібний призер (1): 2001